# Anton Spieker

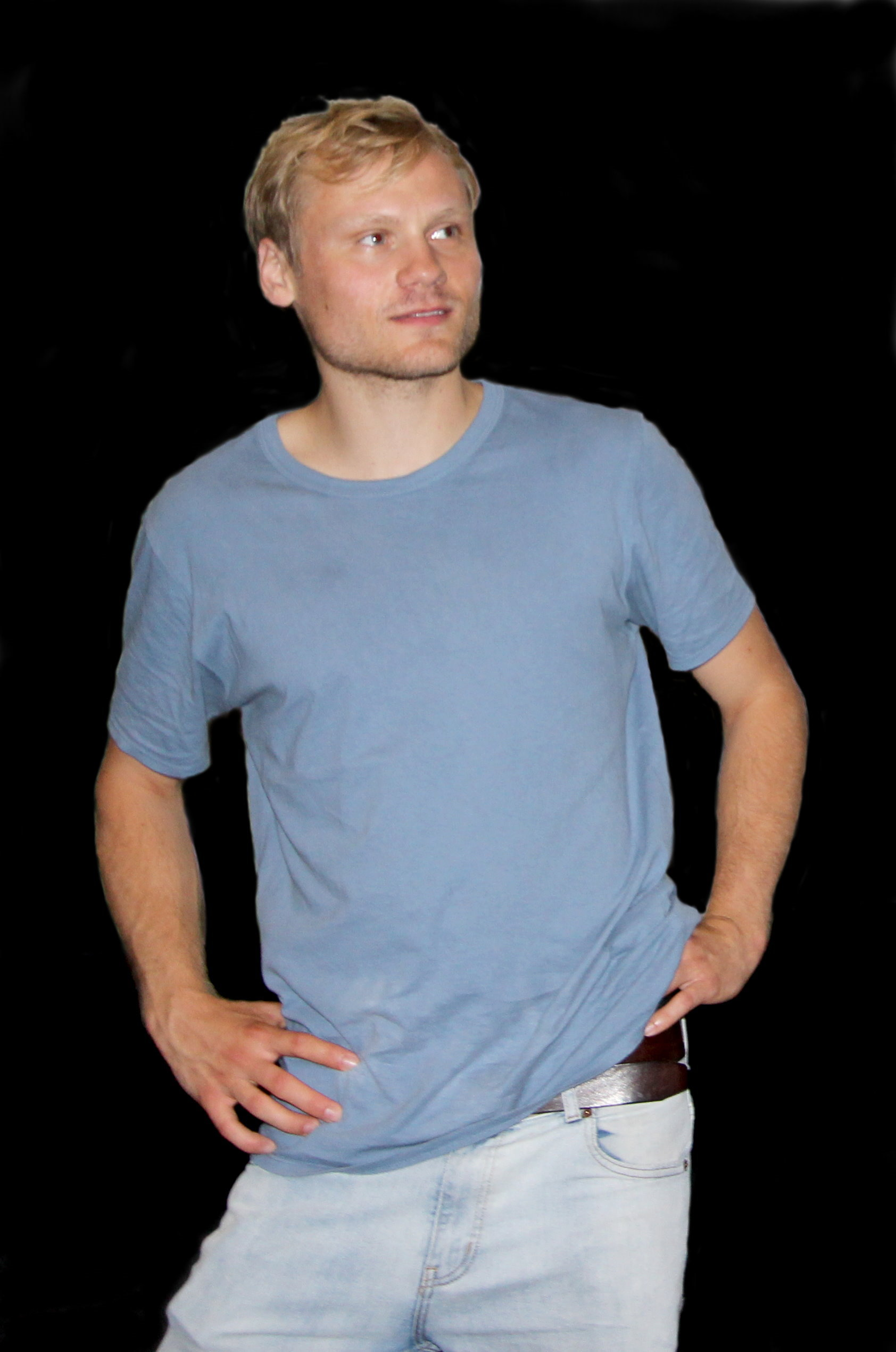
Anton Spieker, 2018

Anton Spieker (* 7. März 1989 in Berlin) ist ein deutscher Schauspieler.

## Leben

### Ausbildung und Theater
Anton Spieker besuchte 2008–2009 das Europäische Theaterinstitut Berlin. Von Oktober 2009 bis Oktober 2014 studierte er anschließend Schauspiel an der Hochschule für Schauspielkunst „Ernst Busch“ in Berlin.
Während seines Studiums war er in der Spielzeit 2012/13 am Deutschen Theater Berlin in den Rollen Achim/Frau Wolf in dem Stück Carmen Kittel von Georg Seidel (Regie: Cilli Drexel) zu sehen. Außerdem wirkte er am bat-Theater in Studioproduktionen der Hochschule mit. In der Spielzeit 2014/15 trat er am Hans Otto Theater in Potsdam in der Hauptrolle als Prinz Lucas in dem Weihnachtsmärchen Lilly oder Die Prinzessin auf der Erbse auf.
2017 spielte er unter der Regie von Thomas Schendel in Minna von Barnhelm am Schloßparktheater Berlin die Rolle von Tellheims Diener Just.
2021 gab Spieker als Guter Gesell im Jedermann sein Debüt bei den Salzburger Festspielen.

### Film und Fernsehen

#### Kinoarbeiten
In dem in Schwarz-Weiß gedrehten Kinofilm Von jetzt an kein Zurück (2014) spielte er die männliche Hauptrolle. Er verkörperte Martin, den männlichen Part eines jungen, freiheitsliebenden und unangepassten Liebespaares in den 1960er Jahren. Für seine Darstellung wurde er beim Deutschen Schauspielerpreis 2015 als „Bester Nachwuchsschauspieler“ nominiert.
In dem Kinofilm 303 des österreichischen Regisseurs und Drehbuchautors Hans Weingartner aus dem Jahr 2018 spielte Spieker, an der Seite von Mala Emde, den Studenten Jan, der bei einem Roadtrip die junge Jule, die mit ihrem Wohnmobil auf dem Weg nach Portugal ist, kennen und lieben lernt. 2018 erhielt er für sein Spiel in 303 den Nachwuchsdarstellerpreis beim Filmkunstfest Mecklenburg-Vorpommern.

#### Erste Fernseharbeiten
Sein TV-Debüt gab Spieker 2013 in der 9. Staffel der ZDF-Serie SOKO Wismar als tatverdächtiger, junger Anführer einer Bürgerinitiative gegen eine Wismarer Großbäckerei in der Folge Ein Zipfel vom Glück.
Es folgten Episodenrollen in den Fernsehserien SOKO Stuttgart (2014, als Student und Freund der Täterin an der Seite von Anna Kubin), Schuld nach Ferdinand von Schirach (2015, als Polizeiwachtmeister Reuter) und Der Kriminalist (2015, als tatverdächtiger, an Philemaphobie leidender Patient einer ermordeten jungen Psychologin).
In der 16. und 17. Staffel von SOKO Leipzig (2016) hatte er weitere Episodenrollen als tatverdächtiger Neffe eines ermordeten Vermessungsingenieurs und als junger LKW-Fahrer einer Leipziger Spedition, der sich mit dem illegalen Einschleusen von Menschen aus Osteuropa etwas dazu verdient.

#### Fernsehfilme und Krimireihen
In dem Märchenfilm Hans im Glück (2015) aus der ARD-Märchenreihe Sechs auf einen Streich hatte Spieker als junger Lehrjunge Hans seine erste TV-Hauptrolle.
Im Brandenburger Polizeiruf 110: Muttertag (2017) spielte er neben Ulrike Krumbiegel die männliche Hauptrolle, den arbeitslosen Gelegenheitsjobber und Doppelmörder Enrico Schoppe. In dem Fernsehdrama So auf Erden (2017) mit Edgar Selge und Franziska Walser in den Hauptrollen, verkörperte er gemeinsam mit Jannis Niewöhner ein drogensüchtiges homosexuelles Paar.
Im Saarbrücker Tatort: Mord ex Machina (2018) spielte er Marco Fichte, den jähzornigen jungen Freund und „Loverboy“ einer attraktiven Hackerin (Julia Koschitz), die beide gemeinsam in den Fokus der Ermittlungen geraten. Im 27. Fall der ZDF-Krimireihe Kommissarin Lucas, Das Urteil (2018), verkörperte er den Zeugen und später tatverdächtigen ehemaligen Psychologiestudenten Niklas Bretting.
In der ab Oktober 2019 ausgestrahlten ZDF-Krimireihe Das Quartett gehörte Spieker bis zur Einstellung der Filmreihe im Dezember 2024 als Linus Roth, Kriminaltechniker mit autistischer Neigung, zum festen Ermittlerteam um Kriminalkommissarin Maike Riem (Anja Kling).
Im letzten Film der ZDF-Fernsehreihe Unter Verdacht mit dem Titel Evas letzter Gang (2019) verkörperte Spieker, an der Seite von Senta Berger, den jungen Lukas Weiss, der in München-Giesing ein Oldtimer-Atelier betreibt und gemeinsam mit seiner Schwester versucht, den Tod der Mutter aufzuklären, um die Schuldigen zu bestrafen. In dem ZDF-Fernsehfilm Winterherz – Tod in einer kalten Nacht (2019) spielte Spieker unter der Regie von Johannes Fabrick den jungen Polizisten Mike Gattner, der sich für Tod seines 17-jährigen Bruders mitverantwortlich fühlt, und sich, um die eigene Schuld zu verdrängen, auf die Suche macht, die Wahrheit zu ergründen. In dem ZDF-Ensemblefilm Weihnachten im Schnee (2019) war er der bisher beruflich erfolglose Bastian, das jüngste Kind eines Hamburger Optiker-Ehepaars, der, nachdem er erfahren hat, dass seine Mutter unheilbar an Bauchspeicheldrüsenkrebs im Endstadium erkrankt ist, beschließt, aus seinem Leben etwas zu machen und in das Geschäft der Eltern mit einsteigt. Im letzten Film der ARD-Kriminalfilmreihe Donna Leon mit dem Titel Donna Leon – Stille Wasser (2019) spielte Spieker den tatverdächtigen Wasserschutzpolizisten Gianluigi Zanirato, den Sohn eines Gemüsebauern, der versucht, das Geschäft und den Ruf seiner Familie um jeden Preis zu retten.
In Der Usedom-Krimi: Schmerzgrenze (2020), dem 12. Film der TV-Reihe Der Usedom-Krimi, verkörperte Spieker den tatverdächtigen Altenpfleger Lars Hessler, den Ex-Freund einer getöteten Pflegedienstleiterin. Im zweiten Film der seit Mai 2021 auf Das Erste ausgestrahlten Krimireihe Der Masuren-Krimi spielte Spieker den Sohn eines erschossenen Wildhüters, der selbst zeitweise unter Tatverdacht gerät.
In dem Mystery-Drama Die Flut – Tod am Deich (2023), einer Fortschreibung von Theodor Storms Der Schimmelreiter in der Jetztzeit, spielte Spieker die männliche Hauptrolle, den Türsteher Iven und Ziehsohn des Deichgrafen Hauke Haien.

#### Episodenrollen in TV-Serien
Regelmäßig ist Spieker auch weiterhin mit Episodenrollen in Fernsehserien, häufig in Krimiformaten, zu sehen. In der 7. Staffel der ZDF-Serie Letzte Spur Berlin (2018) war Spieker als Journalist, der einem Korruptionsskandal zwischen Politik und Tabak-Lobby auf der Spur ist, zu sehen. In der 18. Staffel der ZDF-Serie SOKO Leipzig (2018) übernahm er eine Episodenhauptrolle als Aussteiger aus der Neonazi-Szene, der auf der Flucht zum Kidnapper wird. In der 2. Staffel der TV-Serie Das Boot (ab April 2020) war er in einer durchgehenden Serienrolle als SS-Sturmbannführer Erwin Friedel zu sehen. In der 1. Staffel der ZDF-Serie Doktor Ballouz (2021) mit Merab Ninidze in der Hauptrolle hatte Spieker eine dramatische Episodenhauptrolle als schwerkranker Bräutigam Freddy, dessen Herz aufgrund einer Mitralklappeninsuffizienz vorgeschädigt ist.

### Privates
Spieker lebt in Berlin.

## Filmografie
- 2012: Das Problem des Schnellstfluges (Kurzfilm)
- 2013: SOKO Wismar (Fernsehserie; Folge: Ein Zipfel vom Glück)
- 2014: Fünf Minuten Freundschaft (Kurzfilm)
- 2014: SOKO Stuttgart (Fernsehserie; Folge: Auf fremde Rechnung)
- 2014: SOKO Leipzig (Fernsehserie; Folge: Zwei Schwestern)
- 2014: Von jetzt an kein Zurück (Kinofilm)
- 2015: Schuld nach Ferdinand von Schirach (Fernsehserie; Folge: Volksfest)
- 2015: Hans im Glück (Fernsehfilm)
- 2015: Viktoria (Kurzfilm)
- 2015: Der Kriminalist (Fernsehserie; Folge: Die Liebeslehrerin)
- 2016: SOKO Leipzig (Fernsehserie; Folge: Der Deich)
- 2016: SOKO Leipzig (Fernsehserie; Folge: Neues Leben)
- 2017: Polizeiruf 110: Muttertag (Fernsehreihe)
- 2017: So auf Erden (Fernsehfilm)
- 2018: Tatort: Mord ex Machina (Fernsehreihe)
- 2018: Letzte Spur Berlin (Fernsehserie; Folge: Schattenpolitik)
- 2018: 303 (Kinofilm)
- 2018: Kommissarin Lucas – Das Urteil (Fernsehreihe)
- 2018: SOKO Leipzig (Fernsehserie; Folge: Das Chinesische Licht)
- 2019: Unter Verdacht: Evas letzter Gang (Fernsehreihe)
- 2019: Winterherz – Tod in einer kalten Nacht (Fernsehfilm)
- 2019: Weihnachten im Schnee (Fernsehfilm)
- 2019: Donna Leon – Stille Wasser (Fernsehreihe)
- 2019–2024: Das Quartett (Fernsehreihe)
- 2020: Live (Spielfilm)
- 2020: Das Boot (Fernsehserie, Serienrolle)
- 2020: Der Usedom-Krimi: Schmerzgrenze (Fernsehreihe)
- 2021: Doktor Ballouz: Unzertrennlich (Fernsehserie, eine Folge)
- 2021: Der Masuren-Krimi: Fangschuss (Fernsehreihe)
- 2022: Mutter, Kutter, Kind (Fernsehfilm)
- 2022: Süßer Rausch (2-teiliger Fernsehfilm)
- 2023: Die Flut – Tod am Deich (Fernsehfilm)
- 2024: Mordsschwestern – Verbrechen ist Familiensache: Familientradition (Fernsehserie, eine Folge)
- 2024: Die Toten am Meer: Tod an der Klippe (Fernsehreihe)
- 2025: Nächte vor Hochzeiten

## Auszeichnungen
- Deutscher Schauspielerpreis 2015, Nominierung für den Nachwuchspreis für Von jetzt an kein Zurück
- Filmkunstfest Mecklenburg-Vorpommern 2018, Nachwuchsdarstellerpreis für 303